# Việt Nam tại Thế vận hội Mùa hè 1952
Tại Thế vận hội Mùa hè 1952 ở Helsinki, Phần Lan, Quốc gia Việt Nam đại diện cho nước Việt Nam tham gia tranh tài. Đoàn Việt Nam tham dự với 8 vận động viên (toàn bộ đều là nam) ở 5 môn: điền kinh, đấu kiếm, đua xe đạp, quyền anh và bơi. Đây là lần đầu tiên Việt Nam góp mặt tại một kỳ Thế vận hội.

## Điền kinh
Nội dung 10 km nam:
- Trần Văn Lý, thành tích: 37:33.0, đứng thứ 32/33 vđv

## Quyền anh
Nội dung dưới 51kg nam:
- Nguyễn Văn Của, thành tích: vòng 1

## Đua xe đạp
Nội dung đường trường cá nhân nam (190,4 km):
- Lưu Quần, thành tích: 5:24:34.1, đứng 47/112 vđv
- Châu Phuớc Vĩnh, thành tích: bỏ cuộc
- Nguyễn Đức Hiền, thành tích: bỏ cuộc
- Lê Văn Phuớc, thành tích: bỏ cuộc

## Đấu kiếm
Nội dung kiếm ba cạnh nam:
- Tôn Thất Hải, thành tích: vòng 1

## Bơi
Nội dung 100m tự do nam:
- Nguyễn Văn Phan, thành tích: 1:05.0, vòng 1.